# Otakar Janecký
Otakar Janecký (ur. 26 grudnia 1960 w Pardubicach) – były czeski hokeista, reprezentant Czechosłowacji i Czech, dwukrotny olimpijczyk.
Jego syn Otakar (ur. 1987) także został hokeistą.

## Kariera
- Tesla Pardubice (1978-1979)
- Dukla Jihlava B (1979-1980)
- Tesla Pardubice (1981-1990)
- SaiPa (1990-1991)
- Jokerit (1991-1999)
- Blues (1999-2000)
- HC Pardubice (2000-2004)

Wychowanek Tesli Pardubice. W zespole występował w ramach ekstraligi czechosłowackiej do 1990. Wówczas wyjechał do Finlandii i od 1990 grał w lidze SM-liiga, najpierw rok w klubie SaiPa, a następnie przez osiem sezonów w stołecznym klubie Jokerit. Do obecnych czasów jest jednym z najskuteczniejszych zawodników w historii tego klubu. Ponadto jako nieliczny obcokrajowiec został przyjęty do Galerii Sław fińskiego hokeja. W Finlandii zagrał jeszcze jeden sezon w klubie Blues, po czym w 2000 powrócił do Czech i rozegrał jeszcze cztery sezony w macierzystym klubie pod nazwą HC Pardubice.
Uczestniczył w turniejach mistrzostw świata 1989, 1992, 1993, 1994 oraz zimowych igrzysk olimpijskich 1992, 1994.

## Sukcesy
Reprezentacyjne
- Brązowy medal mistrzostw świata: 1989, 1992 z Czechosłowacją, 1993 z Czechami
- Brązowy medal zimowych igrzysk olimpijskich: 1992 z Czechosłowacją

Klubowe
- Złoty medal mistrzostw Czechosłowacji: 1987, 1989 z Pardubicami
- Puchar Tatrzański: 1984 z Pardubicami
- Złoty medal mistrzostw Finlandii: 1992, 1994, 1996, 1997 z Jokeritem
- Srebrny medal mistrzostw Finlandii: 1995 z Jokeritem
- Brązowy medal mistrzostw Finlandii: 1998 z Jokeritem
- Trzecie miejsce w Pucharze Europy: 1993 z Jokeritem
- Puchar Europy: 1995, 1996 z Jokeritem

Indywidualne
- Liga czechosłowacka 1988/1989:
  - Pierwsze miejsce w klasyfikacji asystentów: 41 asyst
- SM-liiga 1990/1991[3]:
  - Czwarte miejsce w klasyfikacji asystentów w sezonie zasadniczym: 39 asyst
  - Szóste miejsce w klasyfikacji kanadyjskiej w sezonie zasadniczym: 60 punktów
  - Skład gwiazd
- SM-liiga 1991/1992[4]:
  - Szóste miejsce w klasyfikacji asystentów w sezonie zasadniczym: 35 asyst
  - Ósme miejsce w klasyfikacji kanadyjskiej w sezonie zasadniczym: 52 punkty
  - Pierwsze miejsce w klasyfikacji asystentów w fazie play-off: 11 asyst
  - Drugie miejsce w klasyfikacji kanadyjskiej w fazie play-off: 13 punktów
  - Skład gwiazd
- SM-liiga 1992/1993[5]:
  - Drugie miejsce w klasyfikacji asystentów w sezonie zasadniczym: 43 asysty
  - Siódme miejsce w klasyfikacji kanadyjskiej w sezonie zasadniczym: 53 punkty
  - Najlepszy zawodnik sezonu zasadniczego
- SM-liiga 1993/1994[6]:
  - Drugie miejsce w klasyfikacji asystentów w sezonie zasadniczym: 42 asysty
  - Piąte miejsce w klasyfikacji kanadyjskiej w sezonie zasadniczym: 52 punkty
- SM-liiga 1994/1995[7]:
  - Najlepszy zawodnik miesiąca - listopad 1995
  - Drugie miejsce w klasyfikacji asystentów w sezonie zasadniczym: 38 asyst
  - Szóste miejsce w klasyfikacji kanadyjskiej w sezonie zasadniczym: 50 punktów
  - Pierwsze miejsce w klasyfikacji asystentów w fazie play-off: 13 asyst
  - Drugie miejsce w klasyfikacji kanadyjskiej w fazie play-off: 15 punktów
- SM-liiga 1995/1996[8]:
  - Trzecie miejsce w klasyfikacji asystentów w sezonie zasadniczym: 38 asyst
  - Piąte miejsce w klasyfikacji kanadyjskiej w sezonie zasadniczym: 55 punktów
  - Pierwsze miejsce w klasyfikacji asystentów w fazie play-off: 16 asyst
  - Drugie miejsce w klasyfikacji kanadyjskiej w fazie play-off: 19 punktów
- SM-liiga 1996/1997[9]:
  - Pierwsze miejsce w klasyfikacji asystentów w fazie play-off: 13 asyst
  - Drugie miejsce w klasyfikacji kanadyjskiej w fazie play-off: 15 punktów
  - Trofeum Jariego Kurri - najlepszy zawodnik w fazie play-off
- SM-liiga 1998/1999:
  - Najlepszy zawodnik miesiąca - grudzień 1998

Rekordy
- Pierwsze miejsce w łącznej klasyfikacji asystentów w historii sezonów zasadniczych w ramach drużyny Jokeritu: 279 asyst[10]
- Drugie miejsce w łącznej klasyfikacji kanadyjskiej w historii sezonów zasadniczych w ramach drużyny Jokeritu: 378 punktów
- Drugie miejsce w łącznej klasyfikacji strzelców w historii fazy play-off w ramach drużyny Jokeritu: 22 gole[11]
- Pierwsze miejsce w łącznej klasyfikacji asystentów w historii fazy play-off w ramach drużyny Jokeritu: 67 asyst
- Pierwsze miejsce w łącznej klasyfikacji kanadyjskiej w historii fazy play-off w ramach drużyny Jokeritu: 89 punktów
- Trzecie miejsce w łącznej klasyfikacji liczby meczów w historii fazy play-off w ramach drużyny Jokeritu: 66 spotkań

Wyróżnienia
- Galeria Sławy fińskiego hokeja na lodzie: 2006 (nr 181).
- Jego numer 91 został zastrzeżony dla zawodników klubów HC Pardubice oraz Jokerit.